# 中国共産党中央書記処
中国共産党中央書記処（ちゅうごくきょうさんとうちゅうおうしょきしょ、簡体字：中国共产党中央书记处、繁体字：中國共產黨中央書記處、拼音: Zhōngguó Gòngchǎndǎng Zhōngyāng Shūjìchù）は、中国共産党中央政治局と中央政治局常務委員会の事務処理機構。他国の共産党や左翼系政党の書記局に当たる。略称は中共中央書記処や中央書記処など。構成員である書記は中央政治局常務委員会が指名し、中央委員会全体会議によって選出される。

## 沿革
- 1934年1月、第6期5中全会で中央政治局常務委員会が中央書記処と改称。中央委員会全体会議が閉会中、中央書記処は中央委員会の職権を行使するため、事実上の最高機関となる。
- 1956年9月、第8回党大会で中央書記処が改組され、再び中央政治局常務委員会が設置された。中央書記処は、中央政治局および中央政治局常務委員会の指導下で党の日常業務を処理する機構となり、中央委員会を代行する職権はなくなる。中央書記処の統括責任者として「中央書記処総書記」が設置され、鄧小平が総書記に就任。
- 第9回党大会（1969年4月）で、中央書記処は廃止。第11回党大会（1977年8月）まで設置されなかった。
- 1980年2月、第11期5中全会で中央書記処が再設置される。第8回党大会のときと同様、中央書記処は中央政治局および中央政治局常務委員会の指導下に置かれ、党の日常業務の処理機構となった。中央書記処総書記には胡耀邦が就任（1981年6月より党主席兼中央書記処総書記となる）。
- 1982]9月の第12回党大会において党主席制が廃止され、「中央委員会総書記」（党総書記）が設置される。胡耀邦は党総書記に就任し、中央書記処総書記は廃止される。中央書記処は引き続き党の日常業務の処理機構として存続する。
- 1987年11月の第13回党大会における党規約改正によって、中央書記処は中央政治局および中央政治局常務委員会の事務機構と位置づけられ、現在にいたる。

## 歴代中央書記処書記
第11期中央書記処
（任期：1980年2月-1982年9月）
第12期中央書記処
（任期：1982年9月-1987年10月）
| 序列 | 姓名   | 入党年月  | 兼任する職務                                       | 備考                 |
| 1    | 万里   | 1936年    | 中央政治局委員、国務院副総理                       | 留任                 |
| 2    | 習仲勲 | 1928年    | 中央政治局委員、第5期全人代常務委員会副委員長      | 留任                 |
| 3    | 鄧力群 | 1936年    | 党中央宣伝部長                                     | 初任                 |
| 4    | 楊勇   | 1930年    | 党中央軍事委員会常務委員                           | 初任、1983年1月死去  |
| 5    | 余秋里 | 1931年5月 | 党中央軍事委員会委員、中国人民解放軍総政治部主任   | 留任                 |
| 6    | 谷牧   | 1956年7月 | 国務委員                                           | 留任                 |
| 7    | 陳丕顕 | 1931年    | 党中央政治法律委員会書記、全人代常務委員会副委員長 | 留任                 |
| 8    | 胡啓立 | 1948年4月 | 党中央弁公庁主任                                   | 初任                 |
| 9    | 姚依林 | 1935年    | 国務院副総理                                       | 初任                 |
| 10   | 喬石   | 1940年8月 | 党中央対外連絡部長                                 | 1985年に候補から昇進 |
| 11   | 郝建秀 | 1954年5月 |                                                    | 1985年に候補から昇進 |

第13期中央書記処
（任期：1987年10月-1992年10月）
| 序列 | 姓名   | 入党年月  | 兼任する職務                                                     | 備考                             |
| 1    | 胡啓立 | 1948年4月 | 中央政治局常委                                                   | 留任、ただし 第13期4中全会で解任 |
| 2    | 喬石   | 1940年8月 | 中央政治局常委、党中央規律検査委員会書記 中央党校校長（-1989年） | 留任                             |
| 3    | 芮杏文 | 1945年    | 中央宣伝思想工作指導小組副組長                                   | 初任、ただし第13期4中全会で解任  |
| 4    | 閻明復 | 1949年    | 党中央統一戦線部長                                               | 初任、ただし第13期4中全会で解任  |
|      | 李瑞環 | 1959年9月 | 中央政治局常委                                                   | 初任、第13期4中全会で補選        |
|      | 丁関根 | 1956年7月 | 中央政治局候補委員、国務院台湾事務弁公室主任                     | 初任、 第13期4中全会で補選       |
| 候補 | 温家宝 | 1965年4月 | 党中央弁公庁主任                                                 | 初任                             |

第14期中央書記処
（任期：1992年10月-1997年9月）
| 序列 | 姓名   | 入党年月  | 兼任する職務                                                | 備考         |
| 1    | 胡錦濤 | 1964年4月 | 中央政治局常委                                              | 初任         |
| 2    | 丁関根 | 1956年7月 | 中央政治局委員、党中央宣伝部長                              | 留任         |
| 3    | 尉健行 | 1949年3月 | 中央政治局委員、党中央規律検査委員会書記 中華全国総工会主席 | 初任         |
| 4    | 温家宝 | 1965年4月 | 中央政治局委員候補、党中央弁公庁主任                        | 候補から昇進 |
| 5    | 任建新 | 1960年4月 | 党中央政治法律委員会書記、最高人民法]院長                   | 初任         |

第15期中央書記処
（任期：1997年9月-2002年11月）
| 序列 | 姓名   | 入党年月  | 兼任する職務                                                                | 備考 |
| 1    | 胡錦濤 | 1964年4月 | 中央政治局常委、国家副主席、党中央軍事委員会副主席（-1999年）、中央党校校長 | 留任 |
| 2    | 尉健行 | 1949年3月 | 中央政治局常委、党中央規律検査委員会書記 中華全国総工会主席                 | 留任 |
| 3    | 丁関根 | 1956年7月 | 中央政治局委員、党中央宣伝部長                                              | 留任 |
| 4    | 張万年 | 1948年5月 | 中央政治局委員、党中央軍事委員会副主席                                      | 初任 |
| 5    | 羅幹   | 1960年6月 | 中央政治局委員、国務委員、党中央政治法律委員会書記                          | 初任 |
| 6    | 温家宝 | 1965年4月 | 中央政治局委員、国務院副総理                                                | 留任 |
| 7    | 曽慶紅 | 1960年4月 | 中央政治局候補委員、党中央弁公庁主任、党中央組織部長（-1999年）             | 初任 |

第16期中央書記処
（任期：2002年11月-2007年10月）
| 序列 | 姓名   | 入党年月   | 兼任する職務 | 備考 |
| 1    | 曽慶紅 | 1960年4月  | 中央政治局常委、国家副主席、中央党校校長                                                                            | 留任 |
| 2    | 劉雲山 | 1971年1月  | 中央政治局委員、党中央宣伝部長                                                                                      | 初任 |
| 3    | 周永康 | 1964年11月 | 中央政治局委員、国務委員、公安部部長                                                                                | 初任 |
| 4    | 賀国強 | 1966年1月  | 中央政治局委員、党中央組織部長                                                                                      | 初任 |
| 5    | 王剛   | 1971年6月  | 中央政治局候補委員、党中央弁公庁主任                                                                                | 初任 |
| 6    | 徐才厚 | 1971年4月  | 中央軍事委員会委員、中国人民解放軍総政治部主任（2002年11月-2004年9月） 中央軍事委員会副主席（2004年9月-2007年10月） | 初任 |
| 7    | 何勇   | 1958年12月 | 党中央規律検査委員会副書記                                                                                          | 初任 |

第17期中央書記処
（任期：2007年10月-2012年11月）
| 序列 | 姓名   | 入党年月   | 兼任する職務                             | 備考 |
| 1    | 習近平 | 1974年1月  | 中央政治局常委、国家副主席、中央党校校長 | 初任 |
| 2    | 劉雲山 | 1971年1月  | 中央政治局委員、党中央宣伝部長           | 留任 |
| 3    | 李源潮 | 1978年3月  | 中央政治局委員、党中央組織部長           | 初任 |
| 4    | 何勇   | 1958年12月 | 党中央規律検査委員会副書記               | 留任 |
| 5    | 令計画 | 1976年7月  | 党中央弁公庁主任                         | 初任 |
| 6    | 王滬寧 | 1984年4月  | 中央政策研究室主任                       | 初任 |

第18期中央書記処
（任期：2012年11月-2017年10月）
| 序列 | 姓名   | 入党年月   | 兼任する職務                   | 備考 |
| 1    | 劉雲山 | 1971年1月  | 中央政治局常委、中央党校校長   | 留任 |
| 2    | 劉奇葆 | 1971年12月 | 中央政治局委員、中央宣伝部部長 | 初任 |
| 3    | 趙楽際 | 1975年7月  | 中央政治局委員、中央組織部部長 | 初任 |
| 4    | 栗戦書 | 1975年4月  | 中央政治局委員、中央弁公庁主任 | 初任 |
| 5    | 杜青林 | 1966年3月  | 全国政治協商会議副主席         | 初任 |
| 6    | 趙洪祝 | 1969年8月  | 党中央規律検査委員会副書記     | 初任 |
| 7    | 楊晶   | 1976年8月  | 国務委員、国務院秘書長         | 初任 |

第19期中央書記処
（任期：2017年10月-）
| 序列 | 姓名   | 入党年月   | 兼任する職務                                         | 備考     |
| 1    | 王滬寧 | 1984年4月  | 中央政治局常委                                       | 17期書記 |
| 2    | 丁薛祥 | 1984年10月 | 中央政治局委員、中央弁公庁主任                       | 初任     |
| 3    | 楊暁渡 | 1973年9月  | 中央政治局委員、中央規律検査委員会副書記、監察部部長 | 初任     |
| 4    | 陳希   | 1978年11月 | 中央政治局委員、中央組織部部長、中央党校校長         | 初任     |
| 5    | 郭声琨 | 1974年12月 | 中央政治局委員、中央政法委員会書記                   | 初任     |
| 6    | 黄坤明 | 1976年9月  | 中央政治局委員、中央宣伝部部長                       | 初任     |
| 7    | 尤權   | 1973年3月  | 中央統戦部部長                                       | 初任     |